# Jan Kanty Tarło

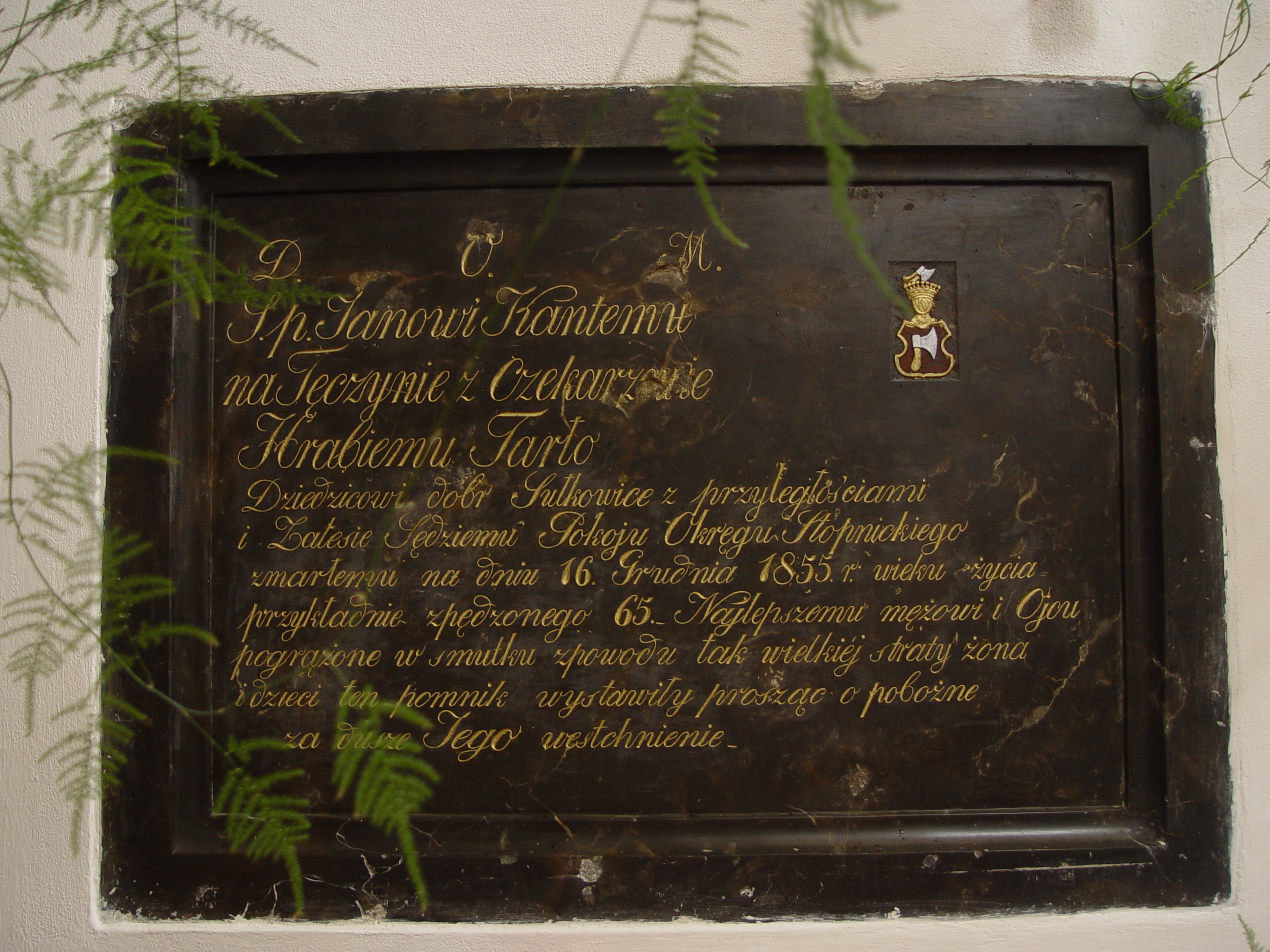
Epitafium w kościele w Szczaworyżu

Jan Kanty Tarło herbu Topór (ur. 1790, zm. 16 grudnia 1855) – polski szlachcic, dziedzic dóbr Sułkowice i Zalesie, sędzia pokoju Okręgu Stopnickiego.